# Anthyllis tetraphylla
Anthyllis tetraphylla es una especie de la familia de las fabáceas.

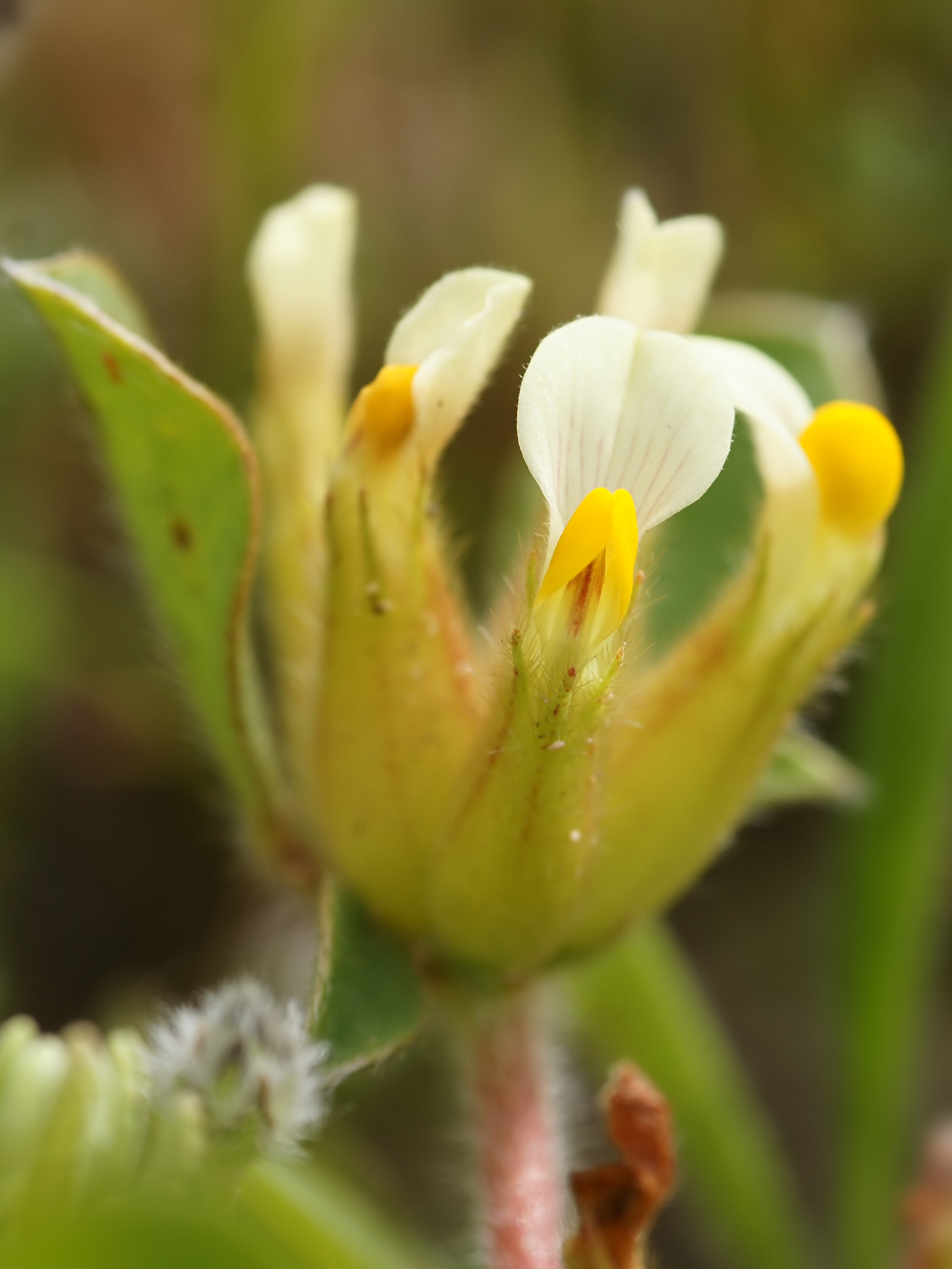
Flor

## Caracteres
Planta anual, de hasta 50 cm de alto, con tallos tendidos hasta ascendentes, surcados y pubescentes. Hojas imparipinnadas con 5 (raramente con 1-3) folíolos, con ambas caras vellosas; folíolo terminal claramente más grande que los laterales, de 1-3 cm de largo y 6-25 mm de ancho, ovalados hasta lanceolados. Flores de 15-20 mm, en inflorescencias axilares flojas de 1 hasta 8 flores; estandarte más largo que las alas y la quilla, blanco hasta amarillo azufre; alas amarillo oscuro, quilla frecuentemente con la punta roja; cáliz membranoso, con una espesa pubescencia sedosa, de 12-15 mm de largo y 4-5 mm de ancho, claramente hinchado en el período de fructificación, entonces hasta 2 cm de largo y 12 mm de ancho, rojizo por la punta; abertura de cáliz recta, con 5 dientes cortos y puntiagudos. Vaina de dos semillas. Florece en primavera.

## Hábitat
Campos de cultivo y baldíos.

## Distribución
En el Mediterráneo.
Etimología
Anthyllis: nombre genérico que provine del griego antiguo anthyllís = "planta florida"; anthýllion = "florecilla"; de anthos = "flor"). El género fue establecido por Rivinus y revalidado por Linneo para plantas que nada tienen que ver con las dichas; aunque ya Dodonaeus y Lobelius incluían entre sus Anthyllis plantas de las que hoy llamamos así.
tetraphylla: epíteto latíno que significa "con cuatro hojas.
Sinónimos
- Tripodion tetraphyllum (L.) Fourr. in Ann. Soc. Linn. Lyon ser. 2 16: 359 (1868)
- Physanthyllis tetraphylla (L.) Boiss., Voy. Bot. Espagne 2: 162 (1840)
- Vulneraria tetraphylla (L.) Guss., Fl. Sicul. Prodr. 2: 395 (1828-32)
- Anthyllis tetraphylla L., Sp. Pl. 719 (1753)[3]